# Draper (Alberta)
Draper és una comunitat no incorporada al nord d'Alberta, Canadà dins del Municipi Regional (R.M.) de Wood Buffalo. Està localitzada aproximadament a 12 km al sud-est de Fort McMurray a la ribera sud del Clearwater River. La comunitat està formada principalment per àrees conreades.
Draper va ser fundada en 1922 i batejada en memòria de Thomas Draper, que havia iniciat una pedrera a l'àrea, creant l'empresa McMurray Asphaltum and Oil Company.
La població de Draper en 2012 era de 197 habitants segons un cens municipal portat a terme pel R.M de Wood Buffalo.
Durant l'Incendi forestal de Fort McMurray, Waterways va estar afectada de forma crítica. Segons informes de danys de l'Incendi forestal de Fort McMurray -a 4 de maig de 2016-, s'estava avaluant el % de les cases de Draper que s'havien perdut amb l'incendi.